# Batalha do Nek

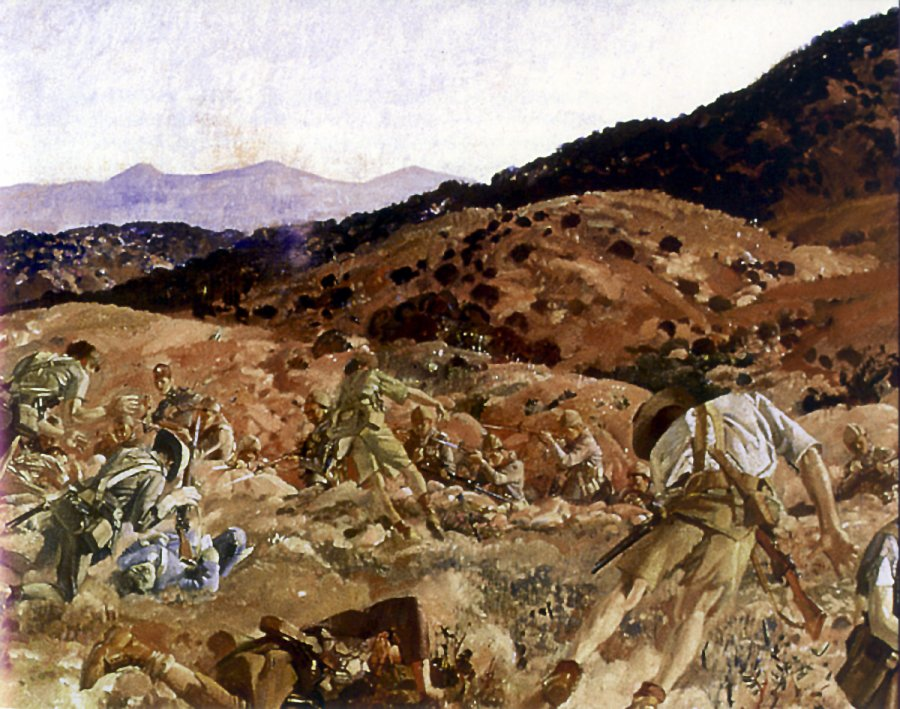

A batalha do Nek foi uma pequena batalha da Primeira Guerra Mundial travada no âmbito da Campanha de Galípoli. O "Nek" era uma estreita faixa de tergo na enseada Anzac na península de Gallipoli. O nome da batalha deriva da palavra em língua africâner que significa "passagem na montanha".